# Seznam divizij Korpusa mornariške pehote ZDA
Seznam divizij Korpusa mornariške pehote ZDA.

## Seznam
- 1. marinska divizija (ZDA)
- 2. marinska divizija (ZDA)
- 3. marinska divizija (ZDA)
- 4. marinska divizija (ZDA)
- 5. marinska divizija (ZDA)
- 6. marinska divizija (ZDA)